# Commiphora staphyleifolia
Commiphora staphyleifolia är en tvåhjärtbladig växtart som beskrevs av Emilio Chiovenda och Guidotti. Commiphora staphyleifolia ingår i släktet Commiphora och familjen Burseraceae. Inga underarter finns listade i Catalogue of Life.